# 南希·凱薩琳·海爾斯
南希·凱薩琳·海爾斯（英語：Nancy Katherine Hayles，1943年12月16日—）是美國後現代文學評論家，最著名的是她對文學、科學、電子文學和美國文學領域的貢獻。她是杜克大學文學系的榮譽教授。代表作為《後人類時代：虛擬身體的多重想像和建構》。

## 背景
海爾斯出生於美國密蘇里州聖路易斯市，父母分別為愛德華布倫斯和塞爾瑪布倫斯。她於1966年從羅徹斯特理工學院獲得化學學士，1969年從加州理工學院獲得化學碩士。1966年時，她在全錄公司擔任化學研究員，隨後在1968-1970年擔任貝克曼儀器公司的化學研究顧問。接著，海爾斯轉換領域到文學評論。1970年時，她於密西根州立大學得到英語文學碩士。1977年時，她於羅徹斯特大學取得英國文學博士。她是一位社會和文學評論家。

## 學術職涯
海爾斯的研究關注「科學、文學和技術」之間的關係。 她曾任職於加州大學洛杉磯分校、愛荷華大學、密蘇里科技大學、加州理工学院和達特茅斯學院。 在2001年至2006年，她擔任電子文學組織的主任。 